# Mikwe (Metzervisse)

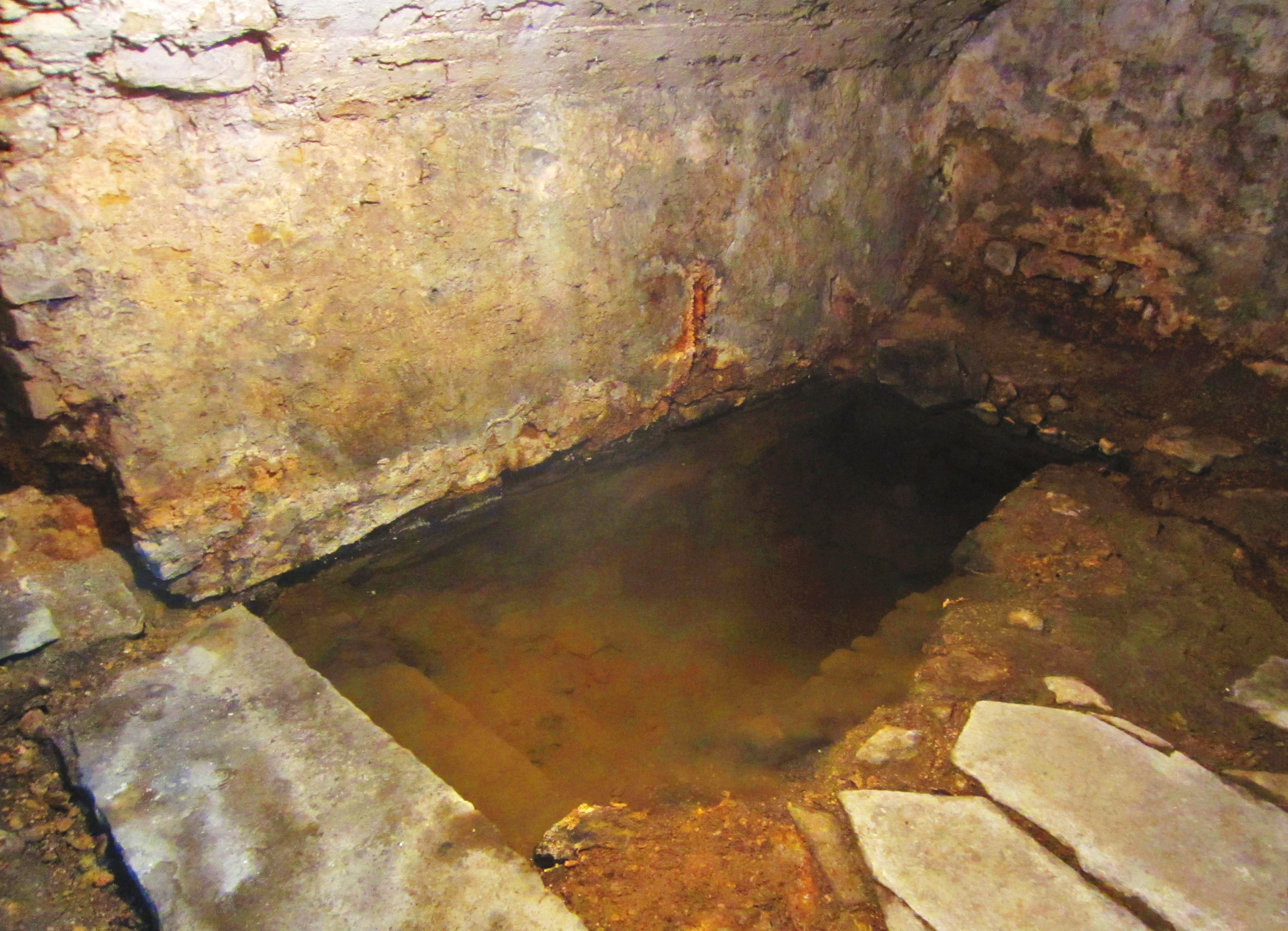
Mikwe in Metzervisse

Die Mikwe in Metzervisse, einer Gemeinde im Département Moselle in der französischen Region Grand Est, wurde um 1748 erbaut. Die Mikwe befindet sich in der Grand-Rue, im Keller der 1748 errichteten Synagoge.